# Шок (медицина)
Шок је скуп знакова и симптома, који настају као последица поремећене циркулације, хипоксије и последичне хипоперфузије ткива, која имају за последицу појаву, секундарних, функционалних и морфолошких оштећења органских система. Шок није болесно стање у правом смислу те речи, мада се често назива болешћу, већ реакције организма на штетне надражаја који нарушавају равнотежу унутрашње средине. Шокно стање прати знатна редукција у допремању кисеоники нутрицијената ткивима, што у почетној фази шока води реверзибилном, а у пролонгираној фази и иреверзибилном оштећењу ћелија, због анаеробне гликолизе ATP-а у митохондријама (метаболичка ацидоза).
Шок се у пракси везује за спољашње узрок настајања (нпр свака тежа повреда, тежи оперативни захват, опекотине...), и по томе се разликује од колапса који се везује за унутрашње узроке (дејство отрова, обољења органа...). Поремећаји у шоку су динамични, са сталном променом клиничке слике, у којој доминирају хладна и лепљива кожа, бледило, поремећај свести, пад крвног притиска (хипотензија) слаб једва пипљив пулс и нестабилни витални знаци.

## Историја
Термин „шок“ први је употребио 1740. године Џон Спароу (John Sparrow), у својим запажањима до којих је дошао након лечења рањеника.
Ле Дрен (Le Dren) је, с краја 18. века, описао шок као „снажан удар“, дајући при томе, значај тежини његовог стања.
Колинс и Ворен (Collins, Waren) су, 1895. године, дефинисали шок као; „тренутну опасност од смрти“.

## Етиологија
Шок је процес који има за последицу гашење функција свих органских система одређеним редоследом. Време које је потребно да се развије шок кроз све његове фазе варира од пацијента до пацијент, што зависи од; тренутног здравственог стања и способност организма да компензује новонастале поремећаје. Како се шок развија, процес промена у организму се убрзава, циркулаторни систем није у стању да обезбеди адекватну количину крви у ткивима,настаје хипоксија у ћелијама и њихова смрт.
Како је основни патофизиолошки поремећај у шоку нарушен рад срчане пумпе, савремена етиолошка подела шока, заснива се на узроку који непосредно изазива поремећај функција кардиоваскуларног система, па тако разликујемо: хиповолемијски шок, кардиогени шок, септички шок, трауматски шок, неурогени шок и анафилактични шок. Ова подела направљена је према етиолошким факторима, клиничким знацима и симптомима, лабораторисјким анализама и примарним патофизиолошким збивањима.
| „ | Без обзира на данас још увек постојеће контроверзе око дефиниције и самог значења речи „шок“, потребно је упозорити да је шок системски поремећај са три веома важне функције; - Прва, шок је болест целог организма, свих органских система, и прецизније ћелије као основне јединице организма у целини. Не сме се заборавити да је то ћелијски интегритет, интегритет њене мембране и интрацелуларне активност (метаболизам), који се мора вратити и одржати на нормали, жели ли се задржати организам болесника у животу. - Друга особина шока, као болести суи генерис, је динамичност која влада у организму при одбрани од инзулта. Брзо мењање клиничке слике и патофизиолошки процеси који условљавају и указују на то да статичко гледање на болесника у шоку значи много пута изгубљену битку. - Трећа особина је место на којем болесник умире у шоку. То место јесу митохондрије, тзв. натријска пумпа, лизозомска мембрана и хидролазе што се налазе унутар лизозома. Инзулт, без обзира на узрок, (траума, затајивање миокарда, хеморагија, токсини, краш повреде, опекотине), ангажује цео организам и низ компензаторних акција које, више или мање сврсисходно, имају задатак да успоставе поремећену биолошку равнотежу и врате организам у његово првобитно стање... | ” |

## Класификација шока
Иако је дефиниција шока сложена, клиничари захтевају концептуални оквир у сврху комуникације и истраживања на ову тему.
Hinshaw и Cox, 1972. године предложили су класификацију шока која се још увек примењује. У овој класификацији првобитно су постојале четири категорије шока:
- Хиповолемијски (шок као последица неадекватног обима циркулације, нпр код крварења).[13]
- Опструктивни (шок изазван екстрардијалном опструкцијом протока крви,нпр код тампонаде срца)
- Анафилактички (шок изазван алергрисјком реакцијом)[14]
- Кардиогени (шок узрокован примарним неуспехом срчане пумпе, нпр код смањене контрактилности срчаног мишића након инфаркта миокарда).[15]
- Дистрибутивни (шок повезан са неадекватном дистрибуцијом и обимом крвотока, нпр у сепси). Недавно, ова историјски класификација је допуњен са новим категоријама шока:[16]
- Ендокрини (шок као резултат хормоналне патологије, било кроз недовољну или или увећану продукцију хормона)
- Септички шок (изазван инфекцијом).[17]
- Трауматски шок ( као последица широког спектра физичких и емоционалних симптома, који нарушавају благостање и доводе пацијента у стање дисоцијације, у коме се његово тело и ум осећају неповезано и ништа му не изгледа стварно).[8]

Класификација шока
(заснована на пацијенту од 70 килограма)
|                            | Прва класа       | Друга класа          | Трећа класа          | Четврта класа         |
| -------------------------- | ---------------- | -------------------- | -------------------- | --------------------- |
| Губитак крви (mL)          | до 750           | 750 до 1.500         | 1.500 до 2.000       | 2.000 и више          |
| Губитак крви (%BV)         | до 15%           | 15% до 30%           | 30% до 40%           | 40% и више            |
| Учесталост пулса           | < 100            | > 100                | > 120                | 140 и више            |
| Крвни притисак             | Нормалан         | Нормалан             | Смањен               | Смањен                |
| Пулсни притисак            | Нормалан/повећан | Смањен               | Смањен               | Смањен                |
| Учесталост дисања          | 30 и више        | 20 до 30             | 30 до 40             | > 35                  |
| Пуњење капилара            | Нормално         | Смањено              | Смањено              | Смањено               |
| Излучивање мокраће (mL/hr) | 30 и мање        | 20 до 30             | 5 до 15              | Занемарљиво           |
| ЦНС-Ментални статус        | Помало забринут  | Забринут - анксиозан | Анксиозно - конфузан | Конфузно - летаргичан |
| Надокнада течности         | Кристалоиди      | Кристалоиди          | Кристалоиди + крв    | Кристалоиди + крв     |

### Хиповолемијски шок
Хиповолемијски шок, је нагло смањење волумена крви у циркулацији, које узрокује смањење ткивне перфузије и поремећај ћелијског метаболизма. Хиповолемијски шок је најчешћи облик шока, и скоро сви облици шок укључују и неку компоненту хиповолемије, као резултат нарушене хемодинамике циркулације.
Губитак од 50% волумена крви у циркулацији, довешће до тешких циркулаторних поремећаја и дубоког шока. Код брзог губитка крви као што су; руптуре грудне или трбушне анеуризме, коронарна инсуфицијенција и срчана слабост појава хиповолемијског шока настаје веома брзо.
Физички налаз код ове форме шока укључују опште и системске манифестације, као што су хладна, лепљива кожа (због активирања знојних жлезда од стране централног нервног система) и периферна хипоперфузије. физикални налаз је продукт разних компензаторних механизми повезаних са продубљивањем шока у разним фазама. Симпатички одговор укључује сужење артерија, које усмерава крв у предео црева, коже и скелетних мишића. Такође одговор на утицај симпатикуса укључује констрикцију вена и повећан венски повратак крви у десну преткомору и активирање ренин-ангиотензин систем. Ослобађање ангиотензина II, који има двојну функцију; вазоконстриктора и промотера натријум и задржавање воде. Вазопресин, из задњег режња хипофизе, такође делује као вазоконстриктор и фактор задржавања натријума.
Главна диференцијална разлика неурохуморалних рекција у шоку, је та да у односу на остале рефлексне реакције, које касне 10-60 минута, кардиоваскуларни одговори су готово тренутни.

#### Трауматски шок
Трауматски шок је свако изненадно, ужасно искуство које нарушава наше благостање и преплављује нас бројним симптомима, узрокујући стање дисоцијације, у коме се тело осећају неповезано и ништа не изгледа стварно. 
Мозак прибегава овом адаптивном одбрамбеном механизму када покушава да се носи са стресним или неодољивим догађајима које не може спречити или од њих побећи. 2 Шок помаже да се смањи свест о физичком или емоционалном болу тако што отупљује наша чула, чини нас укоченим и смањује нашу свесност о трауматском догађају.
Након трауме, уобичајено је да људи доживе огромне физичке и емоционалне реакције. Иако ово стање помаже да се отупи свест о болу, оно може довести и до узнемирујућим симптомима као што су зимица, дрхтавица, промене крвног притиска, убрзано дисање, страх и паника.

### Кардиогени шок
Кардиогени шок настаје као последица акутног попуштања срца, које се карактерише малим систолним волуменом крви (количина крви коју срце избаци у току једне систоле) и немогућношћу постизања задовољавајућег минутног волумена срца (производ систолног волумена и срчане фреквенције).

### Дистрибутивни шок
Ова врста шока изазвана је поремећајем микроциркулације и вазомоторне регулације прокрвљености ткива.

#### Неурогени шок
Неурогени шок је врста дистрибутивног шока који настаје услед смањења или супресије симпатичког тонуса. Најчешће настаје код неуролошких болести или код повреда главе и кичмене мождине услед оштећења централног нервног система. Механизам настанка неурогеног шока се тумачи оштећењима периферне регулације вазомоторних рефлекса крвних судова и негативним инотропним деловање на срчани мишић због тешког оштећења мозга. Клиничком сликом доминирају знаци шока везани уз неуролошку симптоматологију (повреда главе).

#### Септички шок
Септички шок (СШ) је специфично стање у организму које настаје као компликација сепсом индукована хипотензија која траје упркос одговарајућој надокнади течности. Последице септичког шока, су слабљење функције органа и смрт. Са сваким сатом одлагања почетка лечења септичног шока применом антибиотика, смртност расте за око 10%. Зато је 1. октобра 2011. године сепса проглашена за хитно медицинско стање. Највећа кампања, са циљем подизања опште свести о овом проблему и израде националног развојног плана у свакој земљи са циљем смањења морталитета од септичног шока за 20% до 2020. године, почела је 13. септембра 2012. године, и тај дан се сматра првим „Светским даном сепсе”.
Септички шок може да се јави код свих особа са сепсом, без обзира на узраст, пол или социјални статус, због неодговарајуће одбране организма од инфекције. Посебно ризичне групе чине особе старије животне доби, мала деца, хронични болесници и имунодефицијентне особе.

#### Анафилактични шок
Анафилактични шок (АШ) један је од облик дистрибутивног шока (или генерализована реакција преосетљивости, системска анафилаксија, хиперсензитивна алергија), нагла и често смртоносна генерализована реакција преосетљивости која настаје у току једног до пет минута, најчешће после примене парентералних лекова, контрастних средства (у радиологији) или нехуманих беланчевина. Физички налаз у анафилактичном шоку укључује дерматолошке реакције (еритем, уртикарију, итд) и респираторне опструктивне поремећаје. Хемодинамска параметри који подржавају дијагнозу укључују низак цереброваскуларни проток, плућну опструкцију, повишен хематокрит, и смањен минутни волумен срца.
Механизам системске анафилаксије може бити алергијски и неалергијски.
| „ | Анафилактична реакција која се развије пре појаве уртикарије или Квинкеовог едема, генерализована уртикарија, Квинкеов едем, бронхоспазам или колапс који може да настане након уједа инсекта нису анафилактични шок. | ” |

### Ендокрини шок
У амбулантним условима, пацијенти са хипотироидизмом на основу лабораторијских тестова могу имати благе системске симптоме. Међутим, ови пацијенти могу испољити респираторне и кардиоваскуларне симптоми који могу да утичу на озбиљно угрожавање здравља. Срчани ефекти у хипотиреози укључују смањење минутног волумена, због ниже инотропне активност срца удружене са брадикардијом. Иако се у овим стањима може јавити хипотензија, чешће је присутна хипертензија (као последица повећаног васкуларног отпор). Пацијент са хипотироидзмом има смањену вентилацију плућа, која настаје као одговор на хипоксемијом и хиперкапнијом нарушену вентилацију.

## Патофизиологија
Смањење у крвном волумену узрокује пад притиска, које са своје стране стимулише продукцију катехоламина. Катехоламини узрокују периферну вазоконстрикцију, повећање пулса и смањење пулсног притиска. Убрзан рад срца (тахикардија) и повећана контрактилност срчаног мишића доводе до повећаних потреба срчаног мишића за кисеоником. Патофизиолошки поремећаји у шоку одвијају се у неколико фаза: фаза компензације, фаза ћелијског дистреса, фаза декомпензације.
| Фаза шока               | Карактеристике фазе |
| ----------------------- | --- |
| Фаза компензације       | - Вазодилатација периферних крвних судова - Повећан срчани и минутни волумен - Бронходилатација - Гликогенолизе у јетри - Хипоперфузија бубрега - Повећана реапсорпција На и воде (повећан венски прилив) - Повећана фреквенца дисања                                                                |
| Фаза ћелијског дистреса | - Исцрпљивање компензаторних механизама - Ткивна хипоксија - Затварање посткапиларних сфинктера и отварање артерио–венског шанта - Исхемијска аноксија ћелија (анаеробни метаболизам-метаболичка ацидоза) - Капиларни притисак расте (интерстицијални едем) - Смањење венског прилива у срце         |
| Фаза декомпензације     | - Вазодилатација прекапиларних сфинктера који су у фази компензације били затворени (посткапиларни сфинктери остају затворени) - Нагли улазак течности и протеина и њихов прелазак у интерстицијални простор кроз оштећену мембрану - Аноксије ткива - Фокалне (фокалне) некрозе (иреверзибилни шок) |

Промене на органским системима у шоку;
- Смањена перфузија централног нервног система, која може да доведе до иритације, конвулзија, кортикална депресија, губитака свести
- Стрес у желудачноцревном систему који може да доведе до појаве улкуса, ерозивног гастритис, крварење у желуцу и цревима.
- Смањена функција јетре (најчешће детоксикације и синтетичке функција)
- Инсуфицијенција бубрега.
- Смањна функција плућа због интерстицијалног едема, интраалвеоларног едема, респираторне инсуфицијенције и акутног респираторног дистреса.

## Клиничка слика
Компензациони стадијум
Клиничком сликом у компензационом стадијуму шока доминирају:
- синусна тахикардија (у појединим случајевима врло блага),
- брзо и дубоко дисања, тахипнеја,
- смањено излучивање мокраће,
- хладна и влажна кожа, зажарена слузокожа, хипотермија,
- смањене сензорне функције, проширене зенице,
- продужено време поновног пуњења капилара, нормални или смањени пулсни притисак
- убрзано време поновног пуњења капилара (које се најчешће краће од једне секунде), нормални или повишени крвни притисак и нормалан или повишен пулсни притисак.

Ако се у овом стадијуму примени надокнада течности може се избећи убрзање метаболизма и прелазак у декомпензационе стадијуме шока.
Стадијум ћелијског дистреса (рани декомпензациони стадијум)
Клинички знаци у фази ране декомпензације шока су: 
- хипотензија, тахикардија (синусна),
- убрзано дисање,
- смањено излучивање мокраће, повећан ниво азотних продуката у крви.

У овом стадијуму потребна је агресивна терапија течностима како би се зауставило напредовање шока, спречиле могуће компликације (сепса, отказивање функција бубрега) и на тај начин смањила смртност.
Терминални декомпензациони стадијум
Клинички знаци у терминалном декомпензационом стадијума шока су: 
- успорен рад срца или брадикардија (упркос смањеном минутном волумену и јакој хипотензији),
- бледе или цијанотична слузокоже,
- слаб или одсутан пулс,
- јака хипотермија,
- анурија
- ступор или кома.

Без агресивне надокнаде течности у овој фази долази до смртног исхода, често и поред предузетог лечења.

## Иницијална терапија шока

### Респираторна потпора
Испорука кисеоника ткивима не зависи само од његове концентрације у удахнутом (атмосферском ваздуху) већ и од функција појединих система организма, којима је потребан кисеоник да га испоруче крајњим корисницима (ћелијама и ткивима). То су пре свега кардиоваскуларни систем (и функције срца и крвних судова), крвни систем (и функције крвне плазме и еритроцита односно оксихемоглобина у њима) и респираторни систем (и функције алвеола, алвеоларне мембране и плућних капилара). Према томе како су у шоку због нарушених функција оксигенације ткива, која су хипоксија ткива се поправља не само лечењем кисеоником већ и побољшањем функција респираторног система респираторном подршком (нпр механичком вентилацијом)

### Надокнада циркулишућег волумена
- Стабилизација крвотока надокнадом течности мора започети претходним заустављањем унутрашњег или спољашњег крварења.
- Примарна терапија у свим стања шока изузев код кардиогеног шока, почиње применом кристалоидних и / или колоидних раствора. У ту сврху се најчешће користе кристалоидни раствори као што су: Рингеров лактат и физиолошки раствора,[47]
- Хеморагијски шок код којег је хематокрит нижи од 20% може да се лечи трансфузијом, док се хеморагијски шок који је настао као последица трауматског хемоабдомена или хемоторакса може да лечи аутотрансфузијом која се аплицира уз додатак кристалоидних или колоидних раствора. Аутотрансфузија је узимање слободне крви из трбушну или грудне шупљине, њено скупљање у врећицу те интравенску примену те исте крви преко трансфузијског сета који садржи филтере. Поступак аутотрансфузија не сме се примењивати при сумњи на неопластичне процес унутар трбушну или грудне шупљине.

### Лечење емоционалне трауме
Лечење емоционалне трауме може укључивати: 14
- лекови за ублажавање симптома
- терапију фокусирану на трауми која ће пацијенту помоћи да обради болне догађаје и развијете стратегије суочавања

У зависности од околности, лечење се може спроводити стационарно, амбулантно или у облику делимичне хоспитализације.

## Прогноза
Прогноза шока зависи од основног узрока и природе и обима истовремених проблема. Мали волумен, анафилактички и неурогени шок се лако лече и добро реагују на медицинску терапију.
Септички шок, посебно септички шок у коме је лечење одложено или су антимикробни лекови неефикасни, може имати стопу морталитета између 30% и 80%. 
Док кардиогени шок може имати стопу морталитета 70% до 90%, иако брзо лечење вазопресорима и инотропним лековима, кардиохирургија и употреба помоћних уређаја могу значајно смањити смртност.